# 五十嵐亮太
五十嵐 亮太（いがらし りょうた、1979年5月28日 - ）は、北海道留萌市出身の元プロ野球選手（投手、右投右打）、野球解説者、YouTuber。現在の所属事業所はサニーサイドアップ。

## 概要
投手としてNPB（ヤクルトスワローズ、福岡ソフトバンクホークス）では4度のリーグ優勝、5度の日本シリーズ優勝に貢献。ニューヨーク・ヤンキースでは1度の地区優勝を経験。個人ではNPBで合計1個のタイトルを獲得している。

## 経歴
夕張市出身で北海道夕張南高等学校のアルペンスキー国体選手だった父親と、留萌市出身の母親との間に留萌市で生まれ、札幌市で育つ。小学4年時に千葉県へ転校。北海道生まれ、千葉県育ち。母親はヤクルトOBで監督も務めた若松勉と留萌中学校の同窓であった。

### プロ入り前
柏井ジャガースで軟式野球を始め、花見川第一中学校へ進学後は千葉北のリトル・シニアに所属。中学時代までは一塁手で、小学校時代に肩を買われ、捕手を経験したこともある。
五十嵐自身は、シニア時代を「打てない、走れない、守れない」「まるでヘボだった」と述懐しており、また同僚も五十嵐がプロ入りしたことに対して意外の感を持っていたことを後年になって明かしている。
敬愛学園高等学校進学後は、五十嵐の鉄砲肩を見抜かれ、投手へ転向。なお、シニア時代の監督は五十嵐が高校に進学した際は捕手にする意向であったという。当初はストレートとカーブしか投げることができなかったが、高校2年の夏にはすでに球速が140km/h近くまで伸びた。
3年夏の千葉大会は5回戦で敗退したものの、県内屈指の豪腕投手として名を馳せ、1997年度ドラフト会議にてヤクルトスワローズから2位指名を受け入団した。背番号は53。

### ヤクルト時代
1998年は二軍で10試合に登板、30奪三振を記録して注目を集めた。イースタン・リーグの優勝が決定した9月26日の試合では、6回参考記録ながら完全試合を達成している。ファーム日本選手権ではMVPを獲得。高卒ルーキーでは史上初の受賞となった。
1999年は開幕こそ二軍で迎えたが、廣田浩章の降格に伴い、4月20日に一軍初昇格。その日の対中日ドラゴンズ戦の12回表同点の場面で初登板したが、制球を乱し、敗戦投手となった。それでも故障者の多い投手事情もあって一軍に残留。5月27日の対横浜ベイスターズ戦では、7回表から登板。1回を無失点に抑えると、その裏にチームが3点を逆転、そのまま勝利したためプロ初勝利となった。しかしその後、6月末には二軍落ちとなり、7月23日には横浜スタジアムで行われたフレッシュオールスターゲームに出場したが、濱中治、新井貴浩に連続適時打を打たれ、2イニングを投げ、2失点だった。それでも8月に一軍に復帰すると、終盤戦では最速154 km/hの速球が買われ、徐々に接戦での登板も増加。四死球の多さが課題とされたが、中継ぎのみで最終的に6勝を記録する活躍を見せた。
2000年は前年の活躍を受け、自身初の開幕一軍入り。チームは開幕6戦で1勝5敗とスタートダッシュに失敗していたが、4月だけで3勝1敗の五十嵐の活躍を受け、徐々に持ち直した。一時は「五十嵐が投げると勝てる」とまで言われ、中継ぎのみでオールスター戦前だけで11勝を記録。ハーラーダービートップを走り、監督推薦で自身初のオールスターゲームにも出場したが、8月8日の試合でマメが潰れ、二軍に降格。復帰後は勝ち星を挙げることが出来ず、最多勝は14勝のメルビン・バンチに譲ったが、オフには古田敦也と共に最優秀バッテリー賞に選ばれた。契約更改では推定1.600万円から大幅増の推定4300万円で一発サイン。なお、その時に球団から新背番号11番を提示され五十嵐も一度は了承し、球団も翌年度のカレンダーに11番を記載したが、現在使用している53番に愛着が強くなったと再度旧番号への変更を願い出る場面があった。
2001年はキャンプ中に全治1か月の肉離れを発症し、3月に復帰して開幕こそ一軍に間に合わせたが、5月に右肘痛を発症して二軍に降格。復帰は7月半ばまでずれこみ、チームが優勝する中、波に乗り切れない一年となってしまったが、41試合に登板して防御率は自己最高の2.59と終盤のチームを支えた。しかし、大阪近鉄バファローズ戦の日本シリーズでは第2戦8回裏同点の場面で登板したが、タフィ・ローズに3点本塁打を打たれて敗戦投手となり、それ以降の試合には登板しなかった。
2002年はファンからの公募により、同僚の石井弘寿と共にロケットボーイズの愛称が付いた。シーズンでは不動のセットアッパーとしてチームに貢献し、自身初めて開幕からシーズン終了まで一軍に帯同。7月には監督推薦で自身2度目のオールスターゲームに出場し、速球勝負でも話題を集めた。最終的には64試合に登板し、中継ぎのみで8勝を記録した他、防御率は2.08と自己最高の成績を残した。
2003年は故障者の多い投手陣の中で前年に続いて開幕から1年間一軍に定着。監督推薦で3度目のオールスターゲーム出場を果たした。2年連続60試合登板となる66試合に登板し、同年のセ・リーグ最多登板となり、「勝利の方程式」の一角を担った。
2004年は前年まで抑えを務めた高津臣吾の米メジャーリーグ移籍により、抑えに回る。6月3日の対阪神タイガース戦で、当時の日本プロ野球最速タイ記録となる158 km/hを今岡誠に対して記録。NPB史上初のストライキが解除された後、最初の試合となった9月20日にも、対阪神戦で矢野輝弘に対し、3球連続を含む計4球で158 km/hを計測し、「速球王」の称号を手にした。7月にはファン投票1位に選ばれ、自身4度目のオールスターゲームに出場。最終的には5勝3敗37セーブという球団セーブ記録を更新し最優秀救援投手に輝いている。
2005年は前年に続き抑えとしての働きを期待されていたが、開幕前に大腿部を故障。開幕には間に合わせたものの、不振で4月半ばには2001年以来の二軍降格も経験した。序盤戦こそ苦しんだが、2年連続ファン投票1位に選ばれて5度目のオールスターゲームに出場した。しかし、最終的には49試合に登板したが4年連続の60試合登板はならなかった。
2006年は開幕の対阪神戦でセーブを記録するも成績が安定せず、6月半ばには二軍降格。8月に復帰したものの、9月18日の試合を最後に一軍登録を抹消。その後の精密検査で右肘靭帯断裂が発覚し、オフにはトミー・ジョン手術を受ける。この手術のリハビリの影響で、2007年の復帰が絶望的であることを11月12日の選手会主催イベントで発表した。
2007年は1年間をリハビリに費やし、実戦登板は無かったが、10月にフェニックスリーグで復帰登板を果たした。
2008年はキャンプとオープン戦を順調に過ごし、開幕戦の3月28日の対読売ジャイアンツ戦の9回表に登板。球速も154 km/hを記録し、1年半ぶりの公式戦登板を無失点で切り抜けたが、その試合で全治3週間の肉離れを発症し、一時戦線離脱。4月29日に再登録されると、それ以降は接戦や勝ち試合での起用が増え、9月20日の対横浜戦（神宮）では復帰後最速の157 km/hを記録し、自身としては約2年半ぶりのセーブを挙げた。トミー・ジョン手術を受けた投手の中には後遺症や長期の療養により球速が落ちてしまうケースも見られるが、球速は術前と同等まで回復した。また、この年は四死球も非常に少なく以前に見られた自滅するということはほとんどなく、安定感のある投球が目立った。8月2日にはFA権の取得条件を満たした。11年目で初取得となった五十嵐はこの日「取得できたことはうれしい。シーズンが終わってからゆっくり考えたい」と行使に関する言及は避けた。
2009年は前年と同様に林昌勇につなぐ8回のセットアッパーとして開幕。シーズン中に林昌勇が記録した20試合連続無失点の球団記録を更新して21試合連続無失点を記録。しかし、8月29日の中日戦でプロ通算500試合登板を記録するも、バント処理の際に腰痛を発症し、翌日には登録抹消となった。シーズン終盤は疲労からか打ち込まれることや四球を出す試合が多くなったが、最終的には56試合に登板して3勝2敗3セーブ29ホールド、防御率3.18をマークした。
オフにアーン・テレムを代理人としてFA権を行使した。

### メッツ時代
2009年12月17日 、ニューヨーク・メッツと2年総額300万ドル（約2億7000万円）で契約した。背番号は18。
2010年、スプリングトレーニングでは防御率7.90、WHIP2.12と打ちこまれたものの、4月8日のフロリダ・マーリンズ戦でメジャー初登板。4月14日のコロラド・ロッキーズ戦では最速97 mph（約156 km/h）を記録するなど開幕直後は7試合の登板で防御率1.35、WHIP1.05と良い滑り出しを見せていたが、4月21日に大腿裏の故障でDL入り。5月23日に復帰したが打ち込まれ、防御率7.91で7月初旬にマイナーに降格。8月下旬には復帰し、チーム161試合目に1/3イニングを投げた直後に味方が勝ち越す幸運もありメジャー初勝利を挙げる。最終的に31試合の登板で1勝1敗、防御率7.12、WHIP1.55に終わった。この年はこれまで投球割合のほとんどを占めてきたストレートとフォークの他に、フォークとほぼ同じ割合でカーブを交えるようになった。中でも速球系の球種は奪った三振の内70 %を占めるなど一定の効果を発揮したが、カーブはストライク率が40 %を切るなど制球難に陥り、フォークも被打率.421と打ち込まれ、変化球の精度の低さに苦しんだ。
2011年、1月3日にはチームがクリス・カプアーノとテイラー・バックホルツと契約したことに伴い40人枠から外れた。スプリング・トレーニングには招待選手として参加するも、AAA級バッファローで開幕を迎え、4月10日のポータケット戦で初セーブを記録。翌11日にメジャーに昇格するも5月16日にAAA級バッファローに降格。バッファローでは19試合の登板で0勝1敗4セーブ、防御率0.94、WHIP0.80と好投し7月15日に再昇格。45試合の登板で4勝1敗、防御率4.66、WHIP1.84の成績を残した。高めの速球の空振り率が30 %を越えるなど、奪三振率は2005年以降ではキャリア最高となる9.78と高い数値を記録したが、与四球率6.52と制球に苦しんだ。10月20日には再契約交渉がまとまらずFAとなり、ドミニカ共和国のウィンターリーグに参加。11試合の登板で3セーブ、防御率3.38、WHIP1.41の成績を残した。

### パイレーツ時代
2011年12月14日にピッツバーグ・パイレーツとマイナー契約を結んだ。
2012年、スプリングトレーニングに招待選手として参加していたが、3月29日にパイレーツからメジャー契約を結ばないことを通告された。

### ブルージェイズ時代
2012年3月30日にトレードでトロント・ブルージェイズへ移籍。開幕は傘下のAAA級ラスベガスで迎えたが、19試合の登板で1勝1敗4セーブ、防御率1.29、WHIP0.62の成績を残し、最速99 mph（約159 km/h）を記録。5月25日にメジャーに昇格したが、2試合の登板で4失点を喫し、27日にDFAとなった。

### ヤンキース時代
2012年5月29日にウェイバー公示を経てニューヨーク・ヤンキースに移籍。AAA級スクラントンで5試合に登板した後、フレディ・ガルシアの忌引きリスト入りに伴い、6月7日にメジャー昇格。1試合に登板したのみで10日にスクラントンに降格。CC・サバシアとアンディ・ペティットの故障離脱に伴いガルシアが先発に回ったため28日に再びメジャーに昇格したが、登板機会のないまま1日で再降格。8月12日にはサバシアが再び故障したことにより再昇格しこの日の試合に登板したが、デレク・ロウの加入に伴い翌日再降格し、16日に40人枠から外れる。スクラントンでは30試合に登板し4勝3敗10セーブ、防御率2.45、WHIP1.31の成績を残した。

### ソフトバンク時代
2012年11月16日に福岡ソフトバンクホークスと3年総額6億円で契約。背番号はヤクルト時代と同じ53となった。
2013年、日本復帰後初登板および本拠地初登板は3月29日の対東北楽天ゴールデンイーグルスとの開幕戦で、8回5点リードから3番手として登板し、打者3人に対し、無失点に抑えた。4月7日の対北海道日本ハムファイターズ戦は8回2点リードで登板し、先頭陽岱鋼のショートゴロを今宮健太が悪送球し、出塁を許し、一死一・二塁で迎えた中田翔に左中間への逆転3点本塁打を打たれ、帰国後初のホールド機会は救援失敗、敗戦投手となった。4月11日、対オリックス・バファローズ戦の延長10回同点から登板し、無失点、続く11回は坂口智隆にヒットを許し一死二塁で降板したが、後続の森福允彦が抑えて帰国後初のホールドを記録し、チームのサヨナラ勝利を呼んだ。4月18日対楽天戦7回6点ビハインドから登板、本多雄一のファンブルにより先頭鉄平の出塁を許すと、続く嶋基宏、西田哲朗に連続四球、藤田一也に2点適時打を打たれた。4月20日に二軍調整を志願し、首脳陣に受理され出場選手登録抹消となった。昇格した5月31日のセ・パ交流戦、対広島戦において、7回7点リードで登板すると、1回を三者連続三振に抑え、6月22日から7月3日に5試合連続のホールドを記録した。7月9日の対埼玉西武ライオンズ戦では9回1点リードで登板し、帰国後初のセーブを挙げた。続く7月14日の対オリックス戦でも、9回1点リードで登板。四球、単打で一・三塁とすると髙橋信二のショートゴロ間に糸井嘉男が生還して同点にされ、これが帰国後初のセーブ失敗となったが、裏に今宮健太の適時打によりサヨナラ勝ちし、これが帰国後初勝利、本拠地福岡ヤフオク!ドーム初勝利となった。その後は主にクローザーとして起用され、7月25日から9月16日までの20試合連続無失点と活躍。9月30日の対西武戦（福岡ヤフオク!ドーム）で1点ビハインドの9回から登板し、2イニングを無失点に抑え、チームが10回サヨナラ勝ちしたことで、NPB史上初の救援のみで通算50勝目を挙げた。
2014年、デニス・サファテの獲得により、セットアッパーとして開幕一軍を迎えた。4月12日から7月26日までの期間、前任の走者を2度生還させたものの、33試合で1失点自責0。7月30日から9月5日までの16試合も無失点と安定した活躍を見せた。また7月2日から9月2日まで、2セーブを挟んで23試合連続ホールドとなった。この間、パ･リーグ初、自身2度目の月間MVP(7月度)を受賞した。8月3日の対日本ハム戦（札幌ドーム）でNPB通算600試合登板を達成し、続く8月8日の対西武戦（県営大宮球場）で、初登板からでは藤田宗一が持つ600試合を塗り替え、NPB新記録となる601試合連続救援登板を達成した。8月28日に史上16人目の通算100ホールドを達成。9月5日には2010年のブライアン・ファルケンボーグの39ホールドを塗り替え球団新記録となる40ホールドを達成する。9月7日、対西武戦8回1点リードから登板し、中村剛也の逆転適時二塁打などで3失点してシーズン初黒星となると、9月20日の対西武戦では、延長10回同点で登板し、脇谷亮太の適時打によりサヨナラ負けを喫した。9月25日、この日で自身がパ・リーグの暫定ホールド王、チームは首位として迎えた対楽天戦では、7回2点リードで森唯斗の後を受け、一死一・二塁から登板。アンドリュー・ジョーンズに低めのストレートを見極められ四球で満塁とすると、続く嶋基宏にはボールスリーからストレートの連続四球で押し出し、続く枡田慎太郎にはフルカウントから3連続四球となる押し出し、松井稼頭央には粘られ12球目で空振り三振、岩﨑達郎にもフルカウントから四球で押し出し、さらに西田哲朗にも3ボール1ストライクから押し出しと、大乱調の4失点でイニングの途中で降板となり、自身は9月だけで3敗、チームは3連敗して自力優勝の可能性が消滅し、オリックスに逆マジック「7」が点灯した。ファンからは怒号が飛び、自身も「僕の状態が問題だった。準備もしていた。良くないながらマウンドでの修正ができなかった」と全面的に非を認めた。1イニング4つの押し出しは1954年の高橋ユニオンズ田村満以来60年ぶり史上5人目の失態。10月2日、両チームのリーグ優勝がかかるシーズン最終戦の対オリックス戦において、8回同点から3番手として登板。先頭の伊藤光を変化球でライトフライ、エステバン・ヘルマンを外角の直球で空振り三振、安達了一にセカンドへの内野安打を許し、糸井嘉男には直球を見送られ四球としたが、ウィリー・モー・ペーニャを151 km/hの直球でショートゴロに打ち取り、1回を無失点に抑えて自己最多記録・球団新記録・2014年パ・リーグ最多記録となるシーズン44ホールドを記録し、チームは延長10回に松田宣浩が左中間にサヨナラ打を放ち、3年ぶりのリーグ優勝を決めた。また、球団新記録となるレギュラーシーズン合計130ホールドにも貢献した。
CSファイナルステージでは、10月15日、9回1点ビハインド二死走者なしから登板し、小谷野栄一をセンターフライに打ち取ると、その裏吉村裕基の適時二塁打により逆転サヨナラ勝ちし、クライマックスシリーズ初勝利を手にした。10月18日には、8回3点リードから1回無失点に抑えてホールドを記録。10月19日は8回1点リードから登板。唯一中田翔にレフトスタンドへの同点本塁打を許して救援失敗したものの、他の打者全て抑え、2イニング1失点で、同点で後続へと繋いだ。10月20日は、8回3点リードから3日連続となる登板だったが、1回無失点でホールドを記録し、チームは日本シリーズ進出を決めた。阪神との日本シリーズでは、10月26日、8回1点リードで登板。二死一・二塁としたが、1回を無失点に抑えてホールド。10月28日は8回5点リードで登板して、福留孝介、新井良太、伊藤隼太を三者凡退に抑えた。10月29日は8回同点から登板し、マウロ・ゴメス、マット・マートン、福留孝介、関本賢太郎、藤井彰人、大和を6者連続の凡退に抑え、2つ目のホールドを記録。シリーズタイの4連投となる10月30日は、8回同点から登板。藤井彰人、大和、マット・マートンを三者凡退に抑えると、その裏に勝ち越しとなる松田宣浩の適時打で先制すると、西岡剛の守備妨害によりチームは日本一となり、自身初の日本シリーズ勝利投手となった。日本シリーズでは、4試合で5回を投げ無失点だった。11月24日に行われた福岡市の優勝パレードでは王貞治球団会長、内川聖一とオープンカーに同乗し、沿道からのファンの声援に応えた。
2015年、春季キャンプで右ふくらはぎの張りを訴え、調整が遅れ、開幕には間に合わなかったが、4月17日に一軍登録され、同年初登板となった同月21日の対楽天戦を、1イニング・被安打1・奪三振2で抑えると、6月11日のセ・パ交流戦・対阪神戦で2失点を喫するまで、19試合に登板し、1勝0敗13ホールド、失点・自責点なしの好リリーフをみせる。その後も8月7日の対千葉ロッテマリーンズ戦で、2年ぶりの被本塁打である逆転3点本塁打を打たれ、敗戦投手になったものの、9月13日の対楽天戦でセーブを記録するなど、セットアッパーとして安定したピッチングをみせ、チームの日本シリーズ連覇に貢献した。同年は54試合に登板、52イニングを投げ、3勝1敗、31ホールド、2セーブ、防御率は自己最高となる1.38でレギュラーシーズンを終えた。
シーズンオフの12月7日に契約更改を行い、3年連続で50試合以上登板、計86ホールドなどの実績が認められ、2億円アップの2年契約・年俸3億5000万円プラス出来高（金額は推定）でサインした。
2016年、開幕一軍登録され、開幕戦第2戦目の3月26日の対楽天戦に4番手として同年初登板し、4月5日の対ロッテ戦において、ジェフ・ウィリアムスに並ぶ歴代4位の通算141ホールド記録するなど、順調なスタートを切ったが、4月21日、QVCマリンフィールドにおいての練習中に負傷し、左太もも裏の肉離れと診断され、戦列離脱を余儀なくされた。6月23日、2か月ぶりに１軍に合流し、6月27日からの対ロッテ3連戦で復帰登板。同月30日には、7回表、二死二塁のピンチに2番手として登板し、後続を抑える。7月は9試合に登板し、2ホールドを挙げるなど中継ぎのローテーションを守るが、7月30日の対日本ハム戦において、同点で迎えた9回に登板した際、3四死球でサヨナラ押し出しで初黒星を喫する。8月以降も中継ぎローテーションの一角を担い、8月28日の福岡ヤフオク!ドームで行われた対ロッテ戦では、史上15人目となる700試合登板を記録する。しかし、前述の怪我による離脱もあり、今シーズンの成績は、33試合に登板し、27回1/3を投げ、0勝1敗、7ホールド、防御率3.62と日本での一軍登板で初の未勝利に終わった。
シーズンオフには、メキシコでのウインターリーグに自主参加し、同リーグのトマテロス・デ・クリアカンに所属した。同リーグでは、所属したチームのGMと監督から、2010年にともにニューヨーク・メッツでプレーをした高橋尚成と勘違いされ、日米通じで初めての先発登板を経験し、11月10日には初先発初勝利を、同月16日には、8回1安打無失点12奪三振で3勝目を挙げる。成績は、先発で5試合・中継ぎで2試合の計7試合に登板して、37回1/3を投げ、3勝2敗、防御率1.93だった。
2017年、宮崎春季キャンプでは、プロ20年目にしてチェンジアップの習得に取り組む。4月2日に行われた開幕第3戦、対ロッテ戦で、2番手として初登板し、初勝利を掴む。4月21日の対楽天戦（福岡ヤフオク!ドーム）で2勝目を挙げ、日米通算800試合登板を達成を達成した。6月18日の対広島戦では、2005年のヤクルト時代以来、12年ぶりに打席に立つ。投げては1回2/3を無失点で、チームの交流戦最高勝率獲得に貢献した。7月まで中継ぎの一角を担い、39試合に登板し、6勝0敗、10ホールドを挙げていたが、7月11日の対楽天戦において、左太もも裏を痛めて負傷交代した。その後「左半腱半膜様筋損傷」、全治2 - 3か月と診断され、戦線離脱。怪我のリハビリを経て、9月13日に行われた対オリックス戦において、2か月ぶりの復帰登板を果たす。46試合に登板で移籍後最多の6勝を記録し、11ホールドを記録し、チームの2年ぶりのリーグ優勝に貢献した。ポストシーズンでは、横浜DeNAベイスターズとの日本シリーズ第4戦に登板。チームの2年ぶりの日本一奪還に寄与した。12月1日、1000万円アップの年俸3億6000万円+出来高（金額は推定）の単年契約でサインした。2年契約の最終年であったが、登板試合数などの条件をクリアすれば自動更新される形の契約で、その契約内容に合意した。
2018年、椎間板ヘルニアで出遅れ、7月に一軍に昇格。11月4日、球団より戦力外通告を受け、12月2日、自由契約公示された。

### ヤクルト復帰
2018年12月26日、ヤクルトへの移籍が決まり、2019年1月30日に公示される。背番号は前回在籍時と同じ53。推定年俸は3億4000万円減となる2000万円となった。
2019年、開幕から4登板目となる4月5日の中日戦で移籍後初勝利。4月は救援登板のみで5勝を挙げ、3・4月の月間MVP候補にも上がった。5月28日に、史上7人目となるNPB通算800試合登板を達成した。また8月8日には、史上4人目となる日米通算900試合登板も達成した。ファームでの再調整のため登録抹消となることもあったが、一軍で45試合に登板し防御率2.98、5勝4ホールド。契約更改では倍増の4000万円でサインし、日米通算1000試合登板を目指していると語った。
2020年、開幕直前でコンディション不良により、一軍から離れる。その後一度も一軍に合流することはなく、8月に同年限りの現役引退を決断する。10月15日の引退会見を経て、25日の対中日戦（明治神宮球場）で8回表に引退登板。先頭打者を初球で打ち取り有終の美を飾る。なお、現役最後の対戦打者となったモイセ・シエラは偶然にも2012年ブルージェイズ傘下3Aラスベガス在籍時のチームメイトだった。試合後のセレモニーでは高津監督や家族からの花束贈呈後チームメイトから胴上げされた。その後の場内一周の際には過去優勝決定試合後に古田敦也らも見せたライトフェンスよじ登りパフォーマンスを見せた。23年の現役生活に幕を閉じ、1997年ドラフト指名のプロ野球選手の中では最後の現役引退となった。

### 現役引退後
2020年の日本シリーズ（福岡ソフトバンクホークス対読売ジャイアンツ）第1戦で日本テレビの地上波特別ゲスト解説で解説者としてデビュー。
2021年以降は、日本テレビ、テレビ朝日、TBS、フジテレビ・テレビ東京の在京キー局全てで野球解説を務め、TOKYO MXや福岡での解説なども担当。AbemaTVではMLB解説を務める。
2023年にはテレビ朝日での「2023　WORLD BASEBALL CLASSIC」でのリポーターも務める。
その後は日本人メジャーリーガーの活躍や、理論派かつ丁寧で時代にあった解説が定評をよび、日本テレビ ZIP!やnews every.、TBSのひるおび、テレビ朝日 モーニングショーやフジテレビのめざましテレビ、など情報番組への出演が増え、日本テレビ（当時）の藤井貴彦アナウンサーから「日本一、行列のできる野球解説者」と言われるなど、人気の解説者となる。
2024年7月15日に神宮球場で行われた出身地である留萌市（JAるもい）の協賛試合で引退後初めて始球式で神宮のマウンドに上がり約130km/hの速球を披露。その際にユニフォームの背に「JA RUMOI」と印字されていたことを本人は、「五十嵐亮太ではなく新外国人選手の『ジェロモイ』だ」と発言し、ネット上で話題となる。
2024年7月には自身のYouTubeチャンネル「イガちゃんねる」を開設。現役時代には忙しくてやれなかったことに挑戦しつつも、元メジャーリーガーとしてMLB・NPBの両リーグを解説するチャンネルとなっている。
2025年3月、ヤクルト球団のファンクラブを盛り上げるCREW NAVIGATORに就任。
同年3月18日、19日にMLBの開幕戦となるMLB Tokyo Series 2025において日本テレビのスタンドレポーターとニッポン放送の解説をWで務める。
同年4月よりとんねるず・石橋貴明がパーソナリティを務めていたTBSラジオ「石橋貴明のGATE7」において石橋が食道がんによる療養を発表し、歴代出演回数トップの五十嵐が代理のパーソナリティー（リリーフ）を3ヶ月務めたが、石橋の復帰の見込みが現状で立たないこともあり、同年6月29日の放送を以て同番組を一旦終了し、4年2ヶ月の歴史に幕を下ろした。

## 選手としての特徴

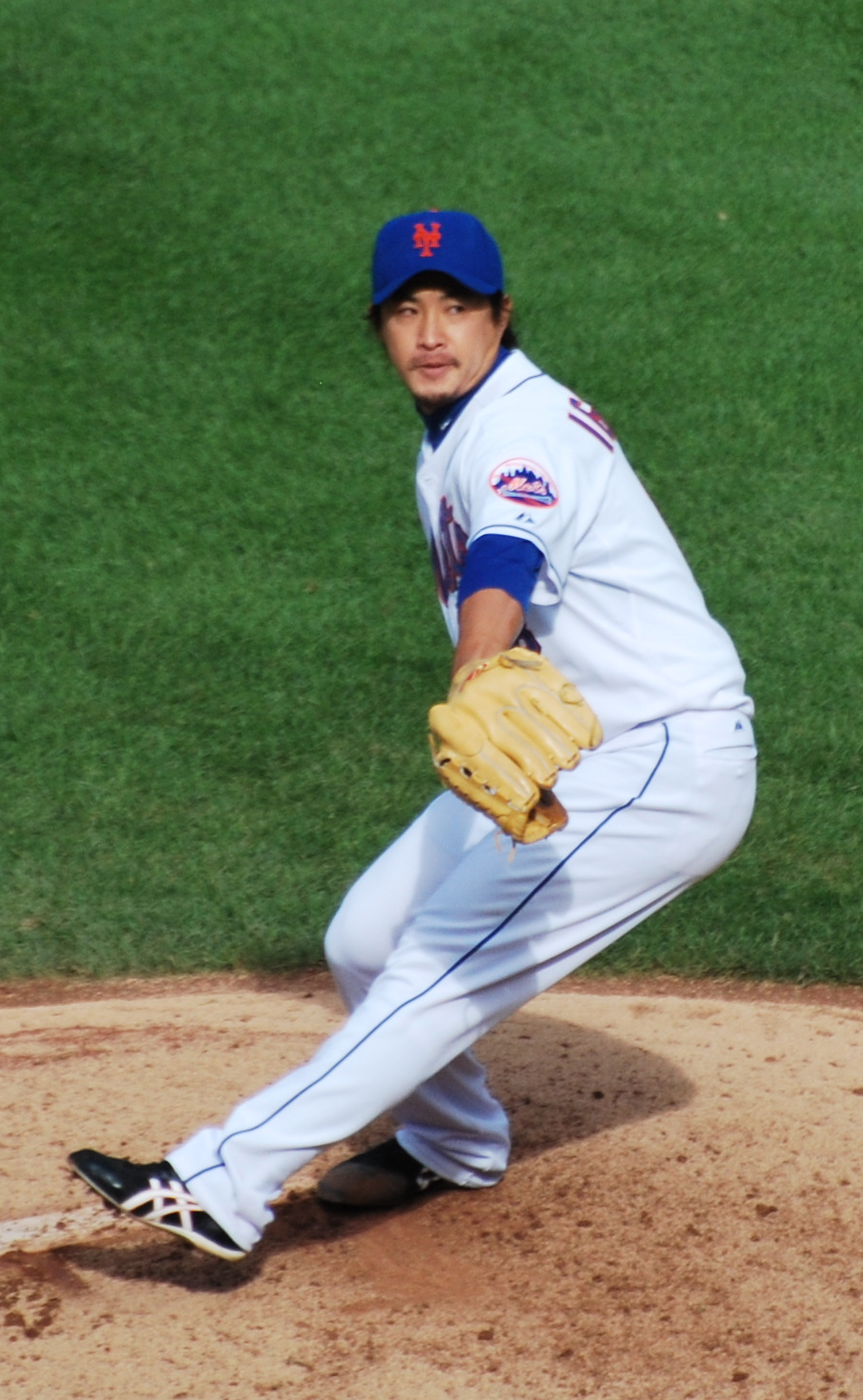
五十嵐の投球フォーム
（2010年、メッツ時代）

NPB、MLB、マイナーリーグなどの生涯登板数は1000をこえるがプロ入り後における公式戦の登板はすべてリリーフ登板である（メキシコウィンターリーグで5試合の先発登板を経験）。
ヤクルト時代は平均球速約151 km/h、当時の日本記録の最速158 km/hを記録したストレートを武器にセ・リーグの速球王として人気を博し、同僚の石井弘寿と共にロケットボーイズの愛称で呼ばれた。リリーフ登板のみで前半戦11勝を記録した2000年を始め、勝ち星に恵まれたシーズンが多く、スワローズの公式ホームページでは「勝利の女神が惚れた男」というキャッチフレーズを付けられたこともある。メジャーでは記録した5勝すべてが、1/3回の投球での勝利という幸運ぶりであった。
スリークォーターから平均球速約93 mph（約150 km/h）、マイナーリーグで自己最速99 mph（約159 km/h）と抜群のスピードを誇る速球（フォーシーム、ツーシーム）と平均球速約86 mph（約138 km/h）のSFF気味のフォークを武器とし、日本での通算奪三振率9.95と奪三振が多い。一方で4球連続ボールを与えることがシーズンで10回以上ある。
2005年以前は投球割合の7 - 8割を速球が占めていたが、2006年には速球の投球割合が減り、故障から復帰した2008年からはフォークの投球割合が約4割となる。2010年には投球割合のほとんどを占めてきたストレートとフォークの他に、フォークとほぼ同じ割合でナックルカーブを交えるようになり、2011年には握りを深くして落差を大きくしたフォークとスライダーも交えるようになった。ソフトバンク移籍後はストレートは平均球速約148 km/hを記録し、変化球はフォークの比率が下がった分ヤンキース時代に習得したナックルカーブやカットボールを使うようになった。
担いで腕を押し出すようにして投げる独特のピッチングフォームであり、クイックも1.1秒台前半と速い。敢えて腕を畳んだまま最小の半径で腕を振ることが、爆発的な速球を生み出す源になっているという。
現役時代に室伏広治からは体の使い方を教わり、上半身を活かすために下半身を使うことの重要性を説かれ、投球でも腕は自分から「振る」ものではなく結果として下半身に「振れる」ものだと自覚した。
本人は引退後、日本球界時代の担当キャッチャーであった古田敦也がストライクも満足に入らなかった制球力であった若手時代に敢えてノーコンを注意せずに持ち味を伸ばしてくれたことが速球派投手として大成した要因であるとしている。

## その他

### 家族・交流
妻は横浜ベイスターズのマスコットガールをしていた。一男一女あり。
ブログ・インタビューなどで度々チームや日本野球への愛着を述べていて、メジャー移籍願望を否定していたが、FA権を取得した際には将来のメジャー移籍も選択肢のひとつと語った。ネルソンズの大ファンである。

### スワローズマン
2008年のオフに「五十嵐の親友」を名乗る覆面男「スワローズマン」が出現した。オフの間、五十嵐のトレーニングを手伝うつもりで北海道の留萌からやって来たという。覆面レスラーU.M.Aからプレゼントされたスワローズデザインのマスクを2007年のファン感謝デーにかぶって登場したことから誕生したキャラクターだが、その正体は五十嵐本人であった。なお、スワローズマンは一時期ブログを開設していた（現在は閉鎖）。
2009年オフの五十嵐のメジャー挑戦を期に、メキシコでのプロレス挑戦を宣言し活動休止となった。

## 詳細情報

### 年度別投手成績
| 年 度     | 球 団        | 登 板 | 先 発 | 完 投 | 完 封 | 無 四 球 | 勝 利 | 敗 戦 | セ 丨 ブ | ホ 丨 ル ド | 勝 率 | 打 者 | 投 球 回 | 被 安 打 | 被 本 塁 打 | 与 四 球 | 敬 遠 | 与 死 球 | 奪 三 振 | 暴 投 | ボ 丨 ク | 失 点 | 自 責 点 | 防 御 率 | W H I P |
| --------- | ------------ | ----- | ----- | ----- | ----- | -------- | ----- | ----- | -------- | ----------- | ----- | ----- | -------- | -------- | ----------- | -------- | ----- | -------- | -------- | ----- | -------- | ----- | -------- | -------- | ------- |
| 1999      | ヤクルト     | 36    | 0     | 0     | 0     | 0        | 6     | 4     | 1        | --          | .600  | 207   | 47.2     | 34       | 4           | 29       | 0     | 1        | 59       | 3     | 1        | 27    | 26       | 4.91     | 1.32    |
| 2000      | ヤクルト     | 56    | 0     | 0     | 0     | 0        | 11    | 4     | 1        | --          | .733  | 301   | 75.1     | 42       | 11          | 33       | 3     | 1        | 90       | 6     | 0        | 28    | 26       | 3.11     | 1.00    |
| 2001      | ヤクルト     | 41    | 0     | 0     | 0     | 0        | 2     | 3     | 0        | --          | .400  | 180   | 41.2     | 25       | 2           | 28       | 2     | 2        | 51       | 1     | 0        | 13    | 12       | 2.59     | 1.27    |
| 2002      | ヤクルト     | 64    | 0     | 0     | 0     | 0        | 8     | 2     | 4        | --          | .800  | 300   | 78.0     | 49       | 8           | 18       | 2     | 3        | 97       | 8     | 0        | 19    | 18       | 2.08     | 0.86    |
| 2003      | ヤクルト     | 66    | 0     | 0     | 0     | 0        | 5     | 5     | 0        | --          | .500  | 310   | 74.0     | 60       | 9           | 33       | 2     | 1        | 83       | 7     | 1        | 33    | 32       | 3.89     | 1.26    |
| 2004      | ヤクルト     | 66    | 0     | 0     | 0     | 0        | 5     | 3     | 37       | --          | .625  | 313   | 74.1     | 57       | 9           | 36       | 5     | 1        | 86       | 4     | 0        | 24    | 22       | 2.66     | 1.25    |
| 2005      | ヤクルト     | 49    | 0     | 0     | 0     | 0        | 3     | 2     | 4        | 11          | .600  | 246   | 56.2     | 52       | 6           | 27       | 2     | 1        | 60       | 6     | 0        | 24    | 22       | 3.49     | 1.39    |
| 2006      | ヤクルト     | 29    | 0     | 0     | 0     | 0        | 1     | 2     | 1        | 1           | .333  | 119   | 25.0     | 33       | 3           | 11       | 1     | 2        | 18       | 4     | 0        | 20    | 17       | 6.12     | 1.76    |
| 2008      | ヤクルト     | 44    | 0     | 0     | 0     | 0        | 3     | 2     | 3        | 12          | .600  | 171   | 43.2     | 35       | 3           | 6        | 0     | 2        | 42       | 3     | 0        | 13    | 12       | 2.47     | 0.94    |
| 2009      | ヤクルト     | 56    | 0     | 0     | 0     | 0        | 3     | 2     | 3        | 29          | .600  | 221   | 53.2     | 42       | 3           | 20       | 1     | 3        | 44       | 1     | 0        | 19    | 19       | 3.18     | 1.16    |
| 2010      | NYM          | 34    | 0     | 0     | 0     | 0        | 1     | 1     | 0        | 2           | .500  | 135   | 30.1     | 29       | 4           | 18       | 1     | 0        | 25       | 3     | 0        | 24    | 24       | 7.12     | 1.55    |
| 2011      | NYM          | 45    | 0     | 0     | 0     | 0        | 4     | 1     | 0        | 2           | .800  | 190   | 38.2     | 43       | 2           | 28       | 2     | 4        | 42       | 3     | 0        | 20    | 20       | 4.66     | 1.84    |
| 2012      | TOR          | 2     | 0     | 0     | 0     | 0        | 0     | 0     | 0        | 0           | ----  | 10    | 1.0      | 5        | 0           | 2        | 0     | 0        | 2        | 0     | 0        | 4     | 4        | 36.00    | 7.00    |
| 2012      | NYY          | 2     | 0     | 0     | 0     | 0        | 0     | 0     | 0        | 0           | ----  | 16    | 3.0      | 4        | 0           | 3        | 0     | 0        | 3        | 0     | 0        | 4     | 4        | 12.00    | 2.33    |
| '12計     | NYY          | 4     | 0     | 0     | 0     | 0        | 0     | 0     | 0        | 0           | ----  | 26    | 4.0      | 9        | 0           | 5        | 0     | 0        | 5        | 0     | 0        | 8     | 8        | 18.00    | 3.50    |
| 2013      | ソフトバンク | 51    | 0     | 0     | 0     | 0        | 3     | 3     | 12       | 11          | .500  | 214   | 53.1     | 38       | 1           | 18       | 0     | 1        | 58       | 1     | 1        | 17    | 15       | 2.53     | 1.05    |
| 2014      | ソフトバンク | 63    | 0     | 0     | 0     | 0        | 1     | 3     | 2        | 44          | .250  | 226   | 59.1     | 33       | 0           | 18       | 0     | 1        | 71       | 4     | 1        | 11    | 10       | 1.52     | 0.86    |
| 2015      | ソフトバンク | 54    | 0     | 0     | 0     | 0        | 3     | 1     | 2        | 31          | .750  | 203   | 52.0     | 31       | 1           | 15       | 1     | 4        | 59       | 3     | 0        | 8     | 8        | 1.38     | 0.88    |
| 2016      | ソフトバンク | 33    | 0     | 0     | 0     | 0        | 0     | 1     | 0        | 7           | .000  | 123   | 27.1     | 23       | 3           | 14       | 1     | 4        | 27       | 2     | 0        | 11    | 11       | 3.62     | 1.35    |
| 2017      | ソフトバンク | 46    | 0     | 0     | 0     | 0        | 6     | 0     | 0        | 11          | 1.000 | 170   | 41.2     | 20       | 2           | 21       | 0     | 3        | 28       | 2     | 0        | 8     | 8        | 1.73     | 0.98    |
| 2018      | ソフトバンク | 23    | 0     | 0     | 0     | 0        | 0     | 1     | 0        | 2           | .000  | 94    | 20.0     | 23       | 2           | 11       | 0     | 0        | 14       | 2     | 0        | 11    | 10       | 4.50     | 1.70    |
| 2019      | ヤクルト     | 45    | 0     | 0     | 0     | 0        | 5     | 1     | 0        | 4           | .833  | 193   | 42.1     | 35       | 4           | 24       | 1     | 3        | 33       | 3     | 1        | 19    | 14       | 2.98     | 1.39    |
| 2020      | ヤクルト     | 1     | 0     | 0     | 0     | 0        | 0     | 0     | 0        | 0           | ----  | 1     | 0.1      | 0        | 0           | 0        | 0     | 0        | 0        | 0     | 0        | 0     | 0        | 0.00     | 0.00    |
| NPB：18年 | NPB：18年    | 823   | 0     | 0     | 0     | 0        | 65    | 39    | 70       | 163         | .625  | 3592  | 866.1    | 632      | 71          | 362      | 21    | 33       | 920      | 60    | 5        | 305   | 282      | 2.93     | 1.15    |
| MLB：3年  | MLB：3年     | 83    | 0     | 0     | 0     | 0        | 5     | 2     | 0        | 4           | .714  | 351   | 73.0     | 81       | 6           | 51       | 3     | 4        | 72       | 6     | 0        | 52    | 52       | 6.41     | 1.81    |

- 各年度の太字はリーグ最高

### 年度別守備成績
| 年 度 | 球 団        | 投手（P） | 投手（P） | 投手（P） | 投手（P） | 投手（P） | 投手（P） |
| 年 度 | 球 団        | 試 合     | 刺 殺     | 補 殺     | 失 策     | 併 殺     | 守 備 率  |
| ----- | ------------ | --------- | --------- | --------- | --------- | --------- | --------- |
| 1999  | ヤクルト     | 36        | 1         | 5         | 0         | 0         | 1.000     |
| 2000  | ヤクルト     | 56        | 2         | 6         | 1         | 0         | .889      |
| 2001  | ヤクルト     | 41        | 1         | 3         | 1         | 0         | .800      |
| 2002  | ヤクルト     | 64        | 5         | 6         | 0         | 2         | 1.000     |
| 2003  | ヤクルト     | 66        | 4         | 11        | 0         | 3         | 1.000     |
| 2004  | ヤクルト     | 66        | 5         | 8         | 1         | 1         | .929      |
| 2005  | ヤクルト     | 49        | 7         | 7         | 0         | 0         | 1.000     |
| 2006  | ヤクルト     | 29        | 2         | 1         | 0         | 0         | 1.000     |
| 2008  | ヤクルト     | 44        | 1         | 7         | 0         | 0         | 1.000     |
| 2009  | ヤクルト     | 56        | 2         | 10        | 0         | 0         | 1.000     |
| 2010  | NYM          | 34        | 1         | 2         | 2         | 0         | .600      |
| 2011  | NYM          | 45        | 1         | 9         | 0         | 0         | 1.000     |
| 2012  | TOR          | 2         | 0         | 0         | 0         | 0         | ----      |
| 2012  | NYY          | 2         | 1         | 1         | 0         | 0         | 1.000     |
| '12計 | NYY          | 4         | 1         | 1         | 0         | 0         | 1.000     |
| 2013  | ソフトバンク | 51        | 1         | 8         | 0         | 0         | 1.000     |
| 2014  | ソフトバンク | 63        | 1         | 15        | 0         | 0         | 1.000     |
| 2015  | ソフトバンク | 54        | 3         | 9         | 2         | 0         | .857      |
| 2016  | ソフトバンク | 33        | 3         | 6         | 0         | 0         | 1.000     |
| 2017  | ソフトバンク | 46        | 0         | 5         | 0         | 0         | 1.000     |
| 2018  | ソフトバンク | 23        | 1         | 4         | 0         | 0         | 1.000     |
| 2019  | ヤクルト     | 45        | 4         | 8         | 1         | 0         | .923      |
| 2020  | ヤクルト     | 1         | 0         | 0         | 0         | 0         | ----      |
| NPB   | NPB          | 823       | 43        | 119       | 7         | 6         | .959      |
| MLB   | MLB          | 83        | 3         | 12        | 2         | 0         | .882      |

### タイトル
NPB
- 最優秀救援投手：1回（2004年）

### 表彰
NPB
- 月間MVP：2回（投手部門：2004年7月、2014年7月）
- 最優秀バッテリー賞：1回（2000年 捕手：古田敦也） ※同受賞バッテリーでは史上最大の年の差
- ファーム日本選手権MVP：1回（1998年）

### 記録
NPB初記録
- 初登板：1999年4月20日、対中日ドラゴンズ4回戦（明治神宮野球場）、12回表に3番手で救援登板、1/3回3失点で敗戦投手
- 初奪三振：同上、12回表に山崎武司から見逃し三振
- 初勝利：1999年5月27日、対横浜ベイスターズ9回戦（明治神宮野球場）、7回表に3番手で救援登板、1回無失点
- 初セーブ：1999年10月3日、対広島東洋カープ25回戦（広島市民球場）、8回裏に2番手で救援登板・完了、2回無失点
- 初ホールド：2005年5月21日、対オリックス・バファローズ2回戦（明治神宮野球場）、7回表二死に4番手で救援登板、1回1/3を無失点

NPB節目の記録
- 500試合登板：2009年8月29日、対中日ドラゴンズ20回戦（明治神宮野球場）、9回表に2番手で救援登板、1/3回無失点 ※史上84人目
- 600試合登板：2014年8月3日、対北海道日本ハムファイターズ14回戦（札幌ドーム）、8回裏に4番手で救援登板、1回無失点 ※史上37人目
- 100ホールド：2014年8月28日、対北海道日本ハムファイターズ20回戦（福岡 ヤフオク!ドーム）、8回表に3番手で救援登板、1回無失点3奪三振 ※史上16人目
- 700試合登板：2016年8月28日、対千葉ロッテマリーンズ22回戦（福岡 ヤフオク!ドーム）、8回表に5番手で救援登板、2/3回1失点 ※史上15人目
- 800試合登板：2019年5月28日、対広島東洋カープ9回戦（明治神宮野球場）、5回表に3番手で救援登板、1回無失点 ※史上7人目[91]

NPBその他の記録
- 1球勝利投手：2006年5月2日、対広島東洋カープ4回戦（明治神宮野球場）、9回表二死に新井貴浩を一邪飛 ※史上21人目（セ・リーグ12人目）
- オールスターゲーム出場：6回（2000年、2002年、2003年、2004年、2005年、2014年）
- 初登板からの連続救援登板：823 ※当時のNPB記録（2023年に宮西尚生が更新）
- 1イニング4押し出し四球：2014年9月25日、対東北楽天ゴールデンイーグルス23回戦（福岡 ヤフオク!ドーム）の7回表に嶋基宏、枡田慎太郎、岩﨑達郎、西田哲朗から ※史上5人目、60年ぶりNPBタイ記録

NPB/MLB通算節目の記録
- 900試合登板：2019年8月8日、対阪神タイガース17回戦（明治神宮野球場）、9回表に4番手で救援登板・完了、1回2失点[92]

### ウィンターリーグでの投手成績
| 年 度      | 球 団      | 登 板 | 先 発 | 完 投 | 完 封 | 無 四 球 | 勝 利 | 敗 戦 | セ 丨 ブ | ホ 丨 ル ド | 勝 率 | 打 者 | 投 球 回 | 被 安 打 | 被 本 塁 打 | 与 四 球 | 敬 遠 | 与 死 球 | 奪 三 振 | 暴 投 | ボ 丨 ク | 失 点 | 自 責 点 | 防 御 率 | W H I P |
| ---------- | ---------- | ----- | ----- | ----- | ----- | -------- | ----- | ----- | -------- | ----------- | ----- | ----- | -------- | -------- | ----------- | -------- | ----- | -------- | -------- | ----- | -------- | ----- | -------- | -------- | ------- |
| 2011-2012  | ヒガンテス | 11    | 0     | 0     | 0     | 0        | 0     | 0     | 3        | --          | ----  | 48    | 10.2     | 11       | 0           | 4        | 0     | 1        | 14       | 0     | 0        | 5     | 4        | 3.38     | 1.41    |
| 2016-2017  | クリアカン | 7     | 5     | 0     | 0     | 0        | 3     | 2     | 0        | --          | .600  | 142   | 37.1     | 23       | 2           | 9        | 0     | 1        | 49       | 3     | 0        | 10    | 8        | 1.93     | 0.86    |
| LIDOM：1年 | LIDOM：1年 | 11    | 0     | 0     | 0     | 0        | 0     | 0     | 3        | --          | ----  | 48    | 10.2     | 11       | 0           | 4        | 0     | 1        | 14       | 0     | 0        | 5     | 4        | 3.38     | 1.41    |
| LMP：1年   | LMP：1年   | 7     | 5     | 0     | 0     | 0        | 3     | 2     | 0        | --          | .600  | 142   | 37.1     | 23       | 2           | 9        | 0     | 1        | 49       | 3     | 0        | 10    | 8        | 1.93     | 0.86    |

### 背番号
- 53（1998年 - 2009年）ヤクルト
- 18（2010年 - 2011年）メッツ
- 17（2012年 - 同年3月30日）パイレーツ
- 56（2012年5月25日 - 同年5月27日）ブルージェイズ
- 43（2012年6月7日 - 同年6月10日）ヤンキース
- 41（2012年6月28日 - 同年6月29日）ヤンキース
- 53（2012年8月12日 - 2020年）ヤンキース、ソフトバンク、ヤクルト

### 登場曲
- 「希望の轍」サザンオールスターズ（2013年）
- 「Skull And Crossbones (海賊の印)」Klaus Badelt（2013年 - 2016年、2018年 - ）
- 「Sandstorm」ダルード（2017年 - ）
- 「Feel Invincible」Skillet（2017年）

## 関連情報

### 出演

#### テレビ
- 「追跡LIVE! Sports ウォッチャー」→「みんなのスポーツ Sports for All」（2021年 - 2023年、テレビ東京）
- 「ひるおび」（2022年 - 、TBS）
- 「news every」（2022年 - 、日本テレビ）
- 「S☆1」（2022年、TBS）
- 「ワースポ×MLB」（2022年 - 、NHK BS1） - レギュラー出演
- なお、WBCなど侍JAPAN関連や大谷翔平関連の話題がある時は、上記以外のテレビ局の番組（ワイドショーや情報番組等）に出演する場合もある。

##### テレビドラマ
- 八月は夜のバッティングセンターで。 第4話（2021年7月29日、テレビ東京） - 本人 役[94]

##### ラジオ
- REAL SPORTS（2021年4月3日 - 2022年3月26日・InterFM897 → 2022年4月1日 - ・JFNC、FUTURES金曜）
- 石橋貴明のGATE7（2025年4月13日 - 、TBSラジオ） ※石橋貴明が療養の間、代理パーソナリティ[95]

### 関連書籍
- 『海を渡る：サムライたちの球跡』（長谷川晶一著、扶桑社、2024年9月、ISBN 978-4-59409-805-6）